# Odense (fiume)
Il fiume Odense (danese: Odense Å) è un fiume della Danimarca della Fionia. Nasce nel lago Arreskov presso Korinth e prende il nome dalla città principale che attraversa e in cui è possibile navigarlo con barche a noleggio.